# 近江八幡駅
近江八幡駅（おうみはちまんえき）は、滋賀県近江八幡市鷹飼町にある、西日本旅客鉄道（JR西日本）・近江鉄道の駅である。駅番号はJR西日本がJR-A19、近江鉄道がOR21。
JR西日本の東海道本線と、近江鉄道の八日市線（万葉あかね線）が乗り入れており、八日市線は当駅が終点となっている。東海道本線は「琵琶湖線」の路線愛称設定区間に含まれており、IC乗車カード「ICOCA」の利用エリア内である。

## 歴史

### JR西日本
- 1889年（明治22年）7月1日：官設鉄道の八幡駅として分岐点（後の深谷）- 馬場駅（現在の膳所駅）間の開通と同時に開業[1][5]。旅客・貨物の取り扱いを開始[6]。
- 1895年（明治28年）4月1日：線路名称制定、東海道線の所属となる[7]。
- 1909年（明治42年）10月12日：路線名称を東海道本線に変更、同線の所属となる[7]。
- 1919年（大正8年）3月11日：駅名を近江八幡駅に改称[1]。
- 1956年（昭和31年）9月27日：ホーム上屋が全焼する火事[8]。
- 1981年（昭和56年）8月：現在の橋上駅舎に改築（2代目）。
- 1984年（昭和59年）2月1日：貨物の取り扱いが廃止[6]。
- 1986年（昭和61年）11月1日：新快速の通過運転区間が彦根駅まで延長。途中停車駅は当駅と能登川駅の2駅のみで、現在に至る。荷物扱い廃止[6]。
- 1987年（昭和62年）4月1日：国鉄分割民営化により国鉄の駅は西日本旅客鉄道（JR西日本）の駅となる[6]。
- 1988年（昭和63年）3月13日：路線愛称の制定により、JR西日本で「琵琶湖線」の愛称を使用開始。
- 1998年（平成10年）4月6日：自動改札機を設置し、供用開始[9]。
- 2003年（平成15年）11月1日：JR西日本でICカード「ICOCA」の利用が可能となる。
- 2006年（平成18年）10月1日：JR西日本にJR京都・神戸線運行管理システム導入。
- 2007年（平成19年）3月18日：JR西日本で駅自動放送を更新。
- 2015年（平成27年）3月12日：入線警告音の見直しに伴い、JR西日本に接近メロディ導入[10]。
- 2018年（平成30年）3月17日：駅ナンバリングが導入され、使用を開始する。
- 2023年（令和5年）
  - 6月1日：みどりの券売機プラスを導入[11]。
  - 6月30日：みどりの窓口の営業を終了[11]。
  - 7月1日：業務委託化[12]。

### 近江鉄道
- 1913年（大正2年）12月29日：湖南鉄道線（現在の近江鉄道八日市線）の新八幡駅が開業[13][14][15]。
- 1919年（大正8年）3月11日：駅名を近江八幡駅に改称[16]。
- 1927年（昭和2年）5月15日：湖南鉄道が琵琶湖鉄道汽船と合併[15]、同社の地方鉄道部の駅となる[14]。
- 1929年（昭和4年）4月1日：琵琶湖鉄道汽船（10日後に京阪電気鉄道に合併される）から分離され八日市鉄道が設立。同社の駅となる[14]。
- 1944年（昭和19年）3月1日：交通統合により、八日市鉄道が近江鉄道に吸収合併[15]。所属路線が八日市線の駅となる[14]。
- 1986年（昭和61年）11月1日：貨物取扱を廃止[16]。
- 2013年（平成25年）3月16日：路線愛称の制定により、近江鉄道八日市線の当駅 - 八日市間で「万葉あかね線」の愛称を使用開始[17]。

## 駅構造

### JR西日本
単式ホーム1面1線と島式ホーム1面2線、計2面3線のホームを有する地上駅で、橋上駅舎を有している。単式ホームが1番のりば、島式ホームが2・3番のりば（3番のりばが近江鉄道の駅寄り）である。草津駅管理の直営駅である。
自動券売機、みどりの券売機、みどりの券売機プラスが設置されている。また、セブン-イレブン ハート・イン、トイレ（改札内）のほか、北口・南口には上りエスカレーターとエレベーター、上下ホームには上下エスカレーターとエレベーター、各ホームには待合室が設置されている。

#### のりば
| のりば | 路線     | 方向 | 行先                 |
| ------ | -------- | ---- | -------------------- |
| 1      | 琵琶湖線 | 上り | 彦根・米原方面       |
| 2・3   | 琵琶湖線 | 下り | 大津・京都・大阪方面 |

- 上表の路線名は旅客案内上の名称（愛称）で記載している。

付記事項
- 下りは緩急接続が可能で、3番のりば（4番線）は新快速の接続待ちや特急列車の通過待ちを行う列車が使用する。なお、ホームのない上り待避線（2番線）は貨物列車や臨時列車の待避に使われる。
- 国鉄時代は近江鉄道と線路がつながっており[13]、武佐行き（東洋カーボン（現：東海カーボン）側線）などと車扱貨物の授受があった。
- かつては東海道本線を走っていた「比叡」（神戸・大阪 - 名古屋間）や「たかやま」（大阪 - 飛騨古川間）などの急行列車停車駅であったが、現在は米原駅からJR東海エリアの名古屋・岐阜方面へ直通する列車は停車せず、新快速とアーバンネットワーク内相互発着の特急「らくラクびわこ」が停車する[20]。

運転取り扱い上の呼称
- 1番線（1番のりば、上り本線）
- 2番線（ホームなし、上り待避線）
- 3番線（2番のりば、下り本線）
- 4番線（3番のりば、下り待避線）

#### ダイヤ
日中時間帯は1時間に3本（新快速1本、普通2本）が停車する。なお、朝と夕方以降は本数が増える時間帯がある。また、下り線では一部の新快速と普通列車が当駅にて緩急接続を行う。

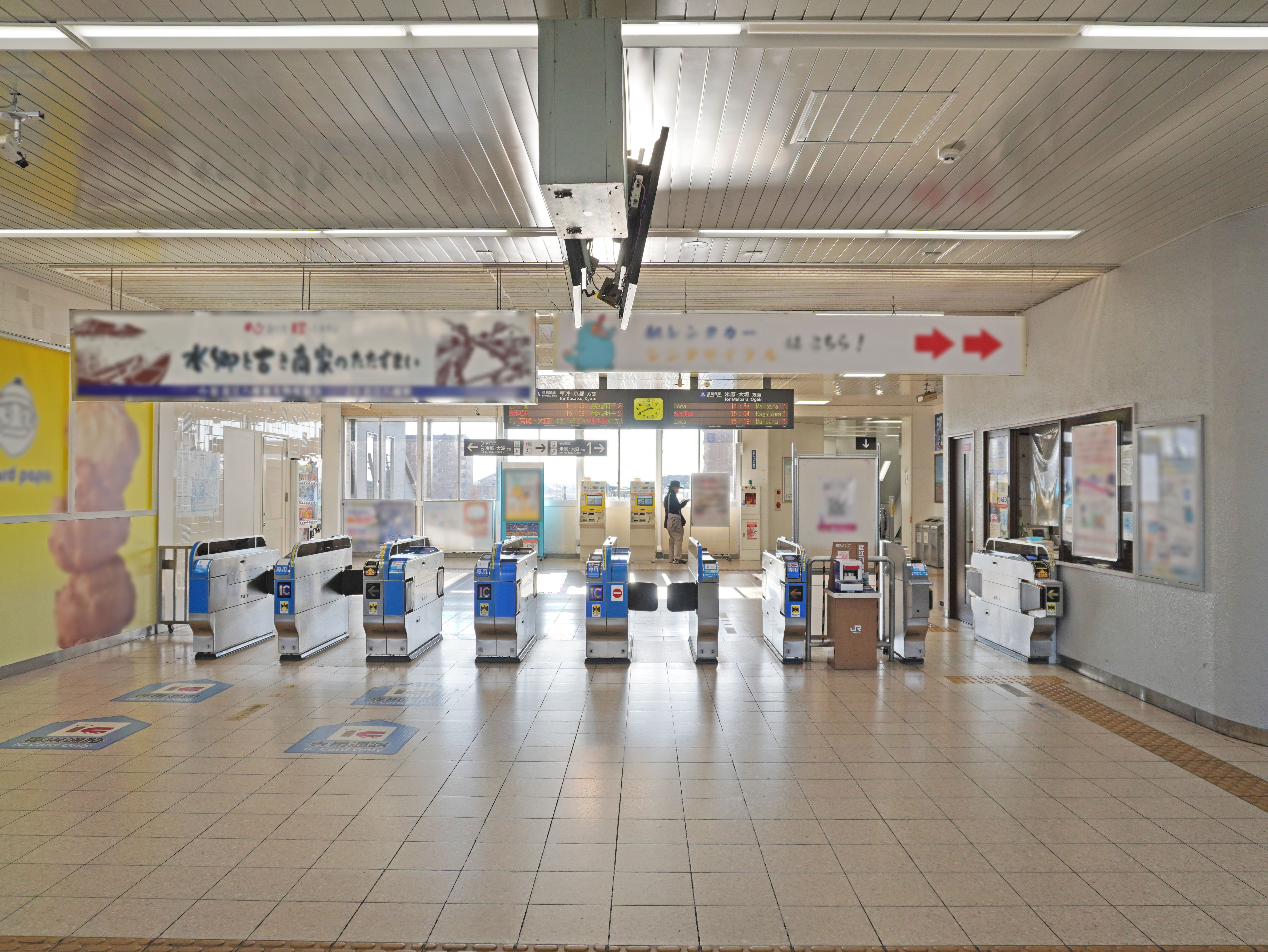
改札口（2022年12月）
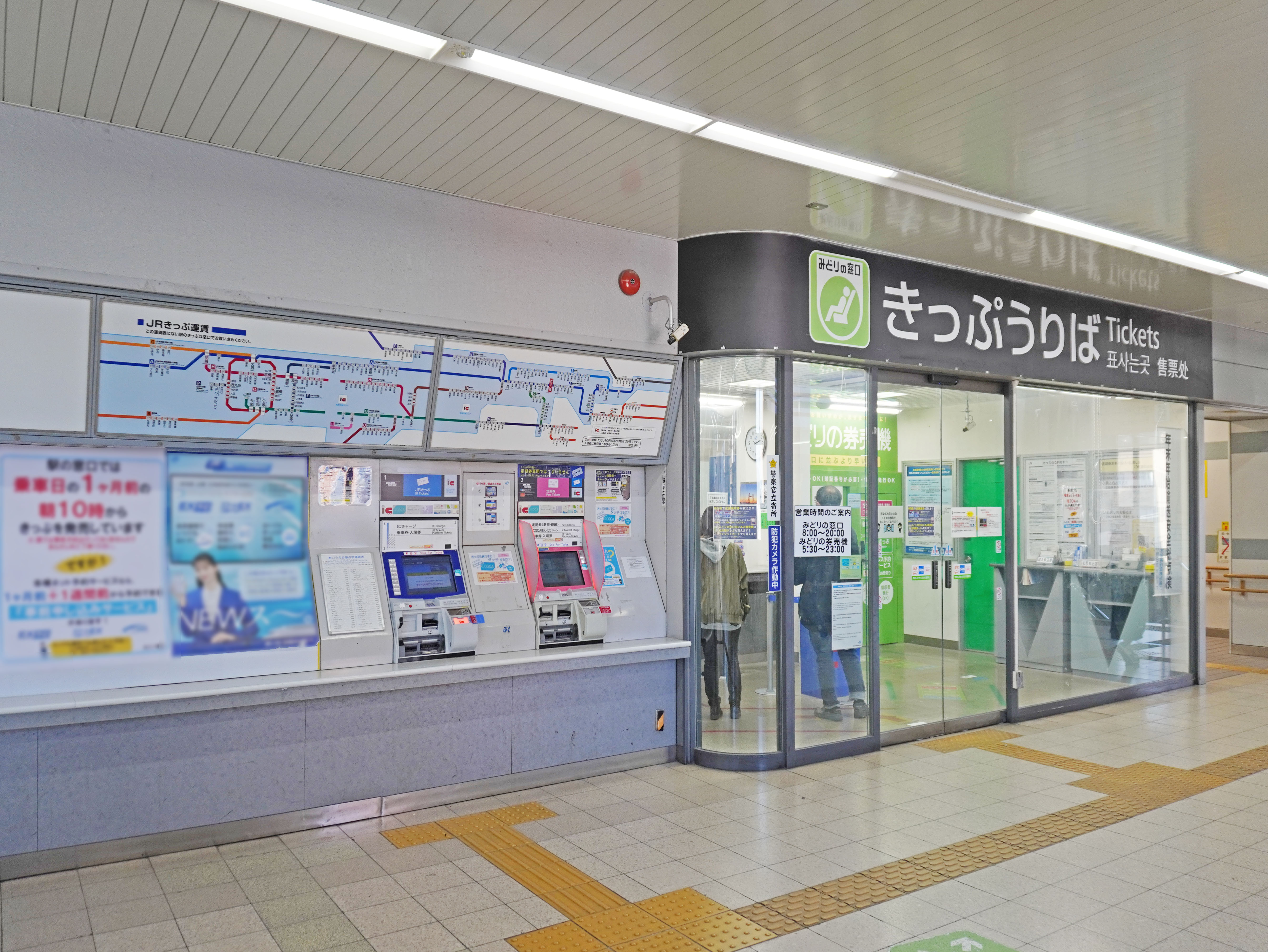
切符売り場（2022年12月）
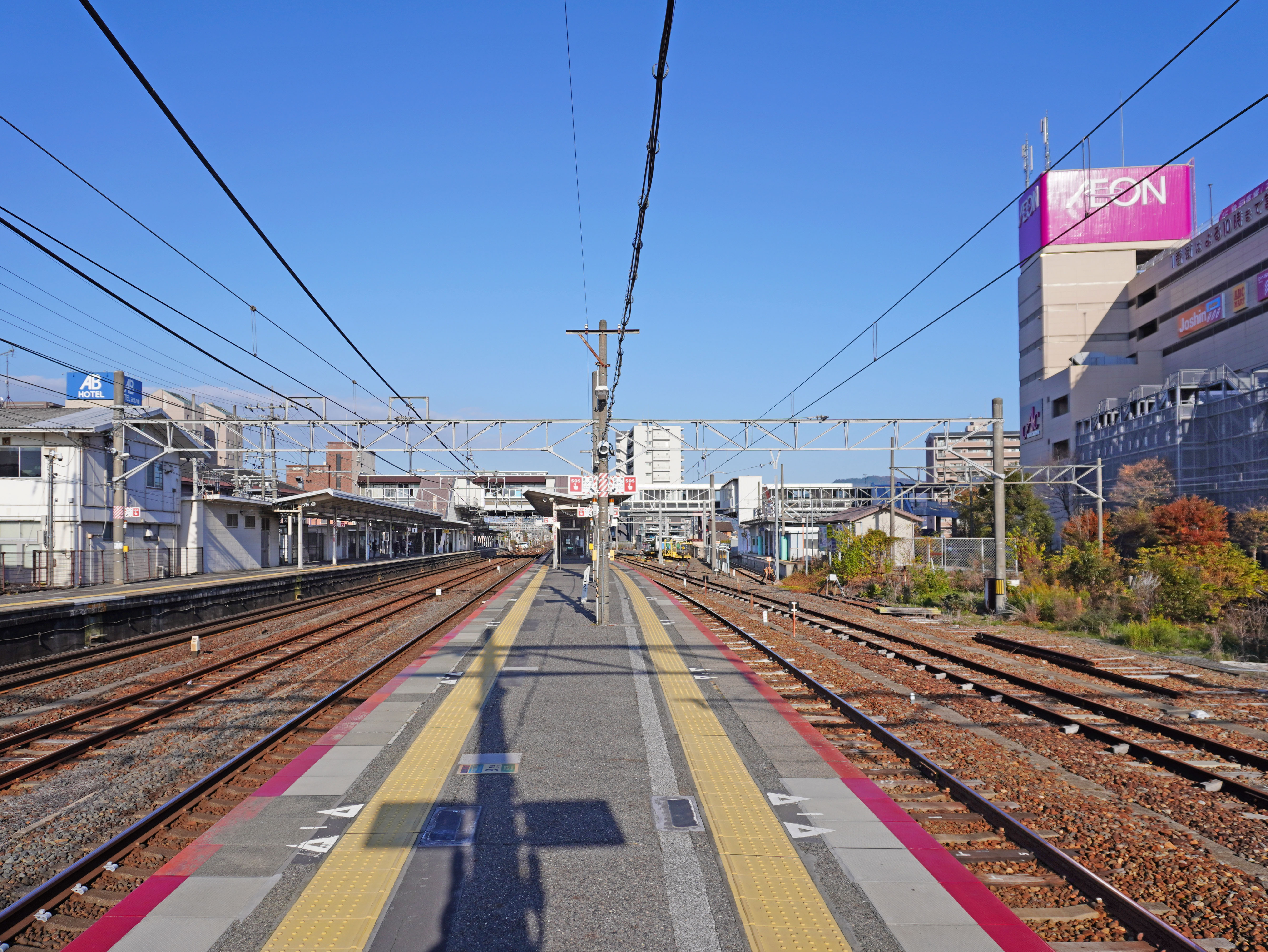
ホーム（2022年12月）

### 近江鉄道
島式ホーム1面2線と側線1線を有する地上駅である。近江鉄道では最も利用者が多い駅で、日中は当駅 - 八日市駅間で30分間隔の運行ダイヤとなっている。
2020年には近江鉄道と埼玉西武ライオンズとのコラボレーションにより、駅名標や待合室の中が同球団の仕様に変更された。また、待合室には当時の所属選手、森友哉の等身大パネルが設置されていたが、2022年のシーズンオフにFA権を行使しオリックス・バファローズへ移籍したため撤去された。2023年、栗東市出身で近江高等学校から埼玉西武ライオンズに入団した山田陽翔の等身大パネルを待合室に設置。外壁も一新される。
近江鉄道も終日駅員配置駅で自動券売機が設置されている。ただしJR西日本への線路は接続されておらず、連絡改札も設置されていないため乗り換えは一旦改札を出る形になる。列車はワンマン運転であるがホーム側のすべてのドアが開く。
待合室のほか、ホームにはエレベーターが設置されている。

#### のりば
| 番線 | 路線                       | 行先       |
| ---- | -------------------------- | ---------- |
| 1・2 | ■八日市線 （万葉あかね線） | 八日市方面 |

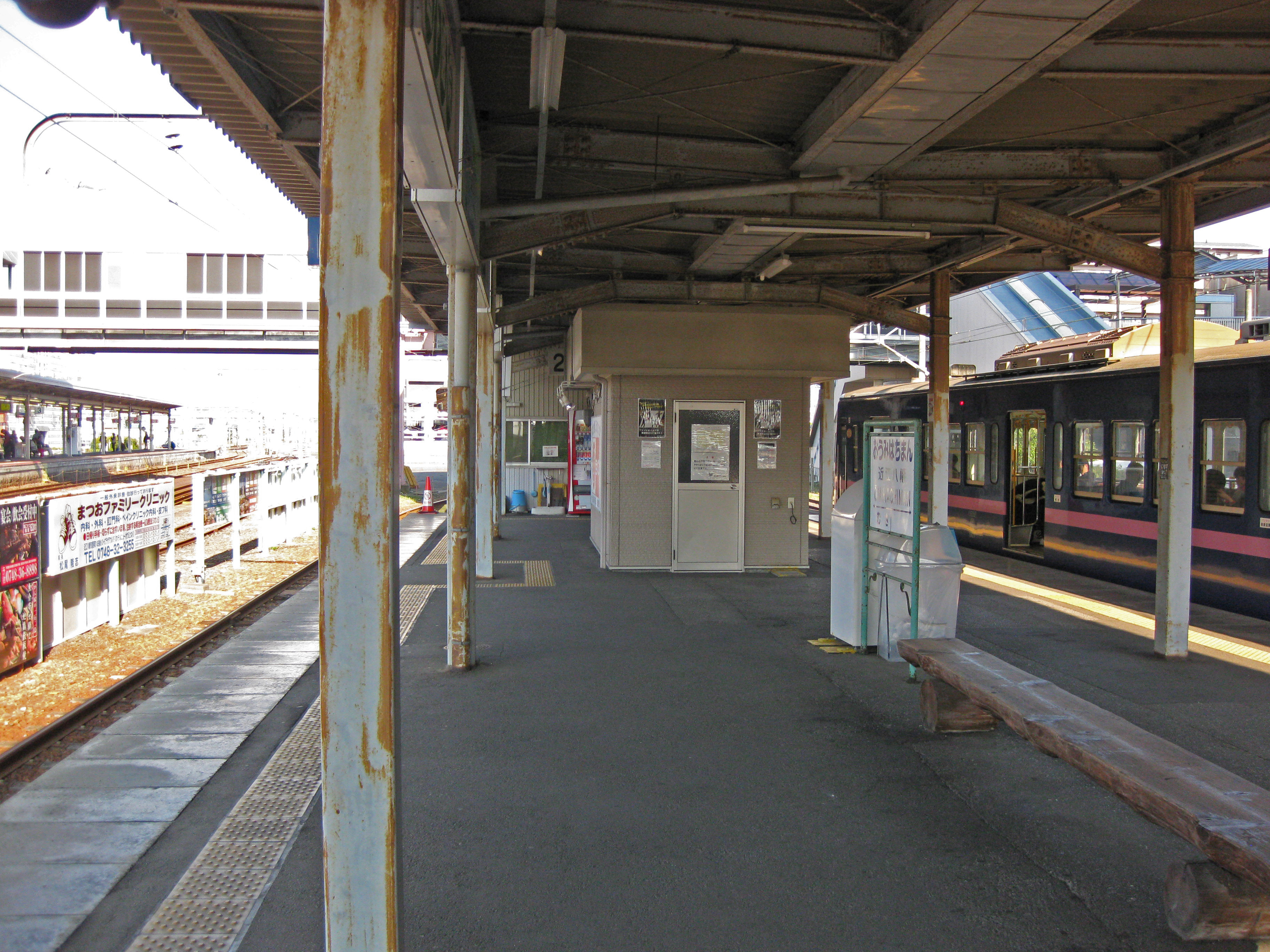
ホーム（2014年11月）
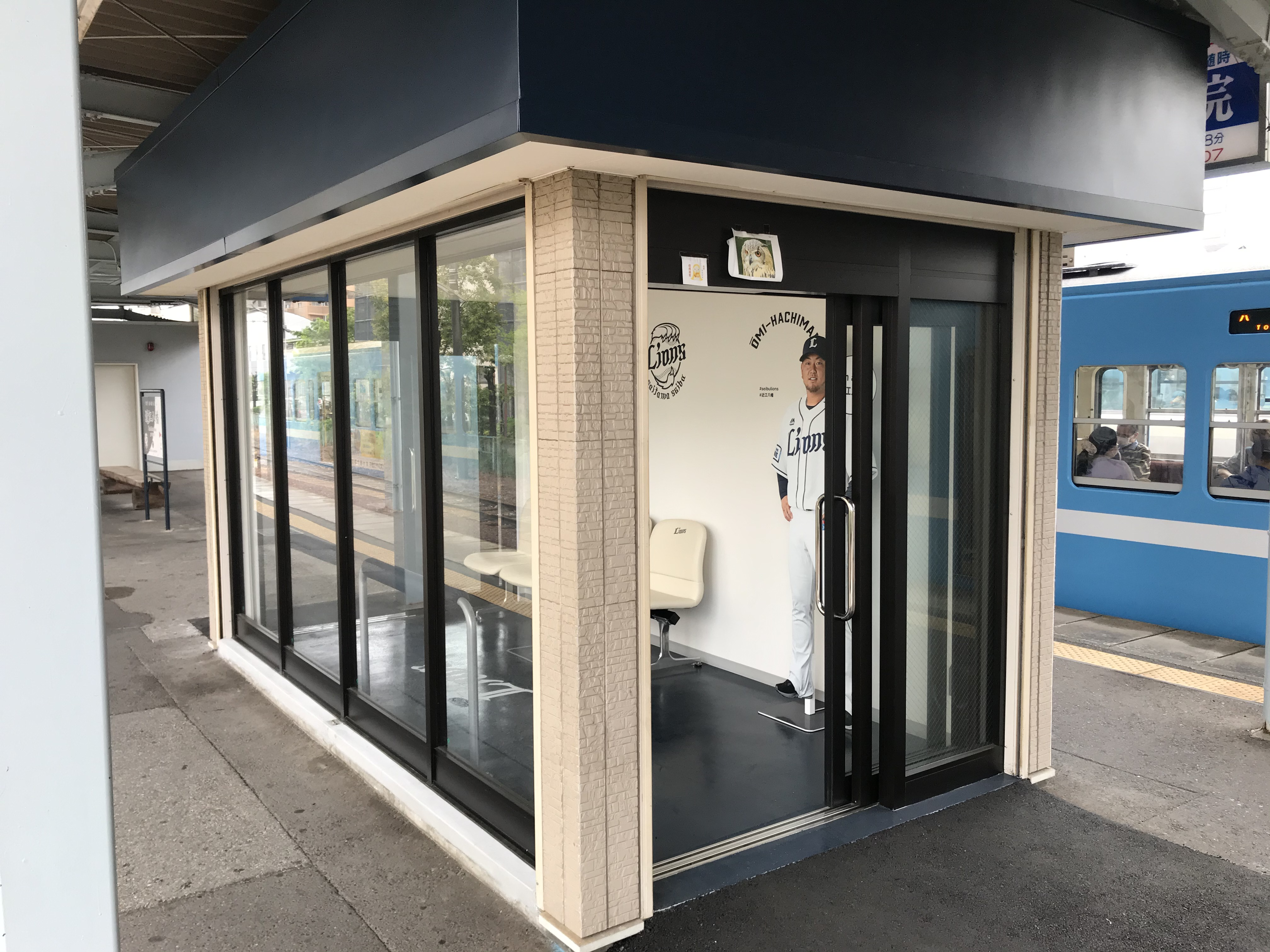
待合室（2020年5月、森友哉の等身大パネルがある（撤去済み））
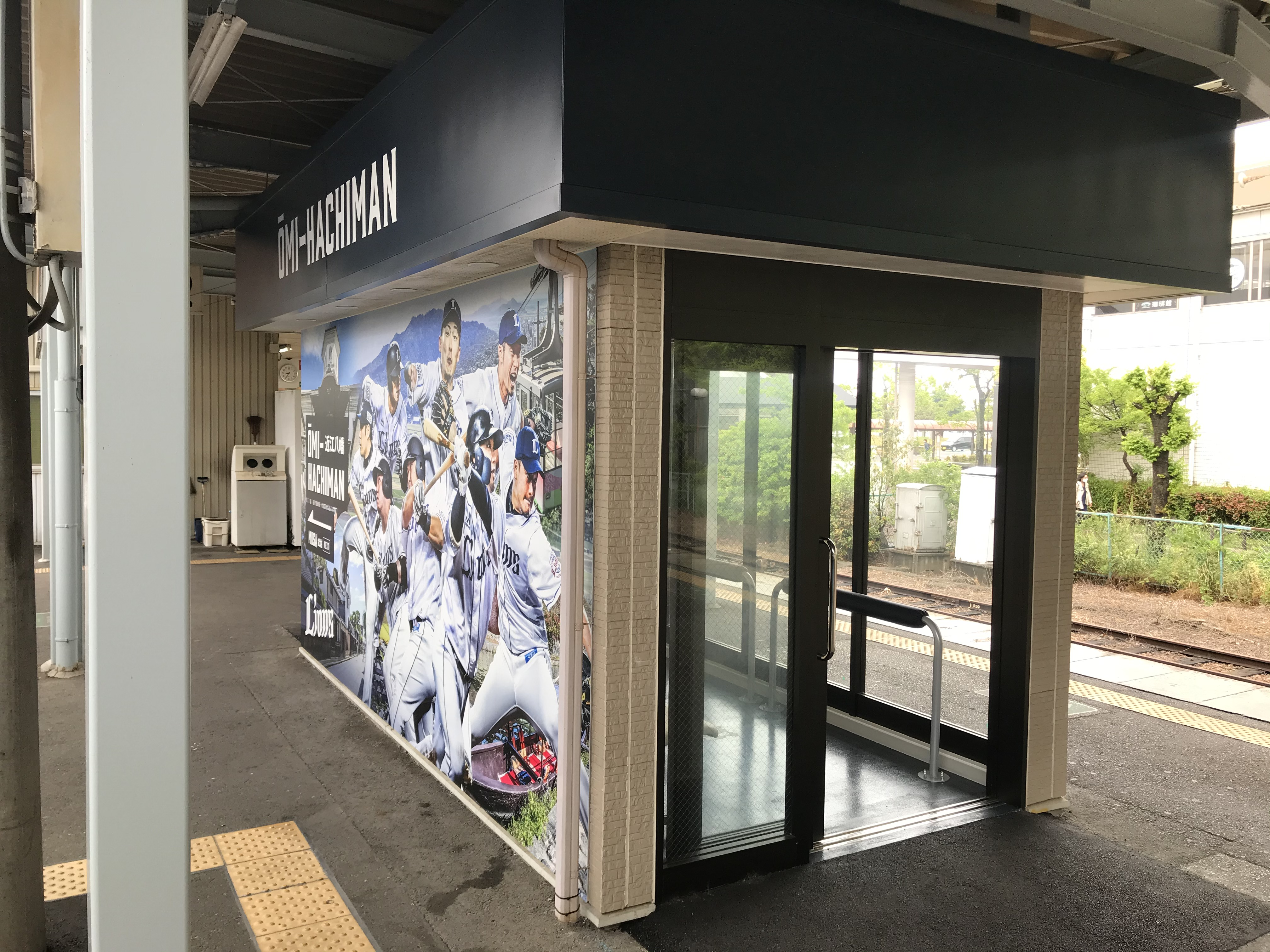
待合室の外壁（2020年5月、埼玉西武ライオンズの選手の肖像がある）
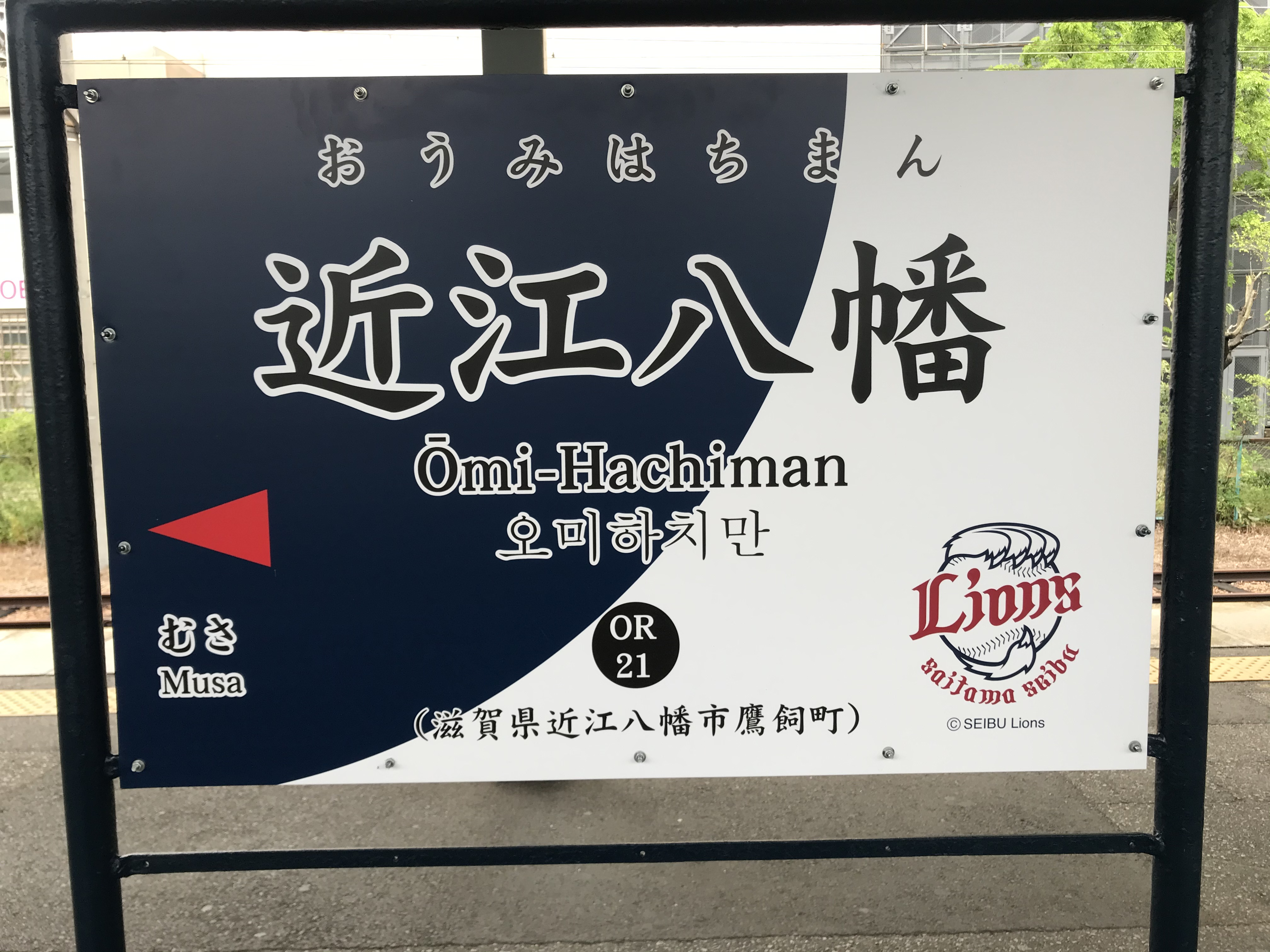
駅名標（2020年5月、埼玉西武ライオンズをコンセプトとしたもの）

## 利用状況

### JR西日本
「滋賀県統計書」によると、1992年（平成4年）以降、年毎の1日平均乗車人員は下表の通り推移している。
JR西日本の移動等円滑化取組報告書によれば、2023年度の1日当たりの利用者数は31,448人。これは滋賀県内に所在するJR線の駅の中では第7位となっており、琵琶湖線の複線区間（草津 - 長浜間）の中では最多の守山駅に次ぐ。
| 年度   | 1日平均 乗車人員 | 出典        |
| ------ | ---------------- | ----------- |
| 1992年 | 16,212           | [ 統計 4 ]  |
| 1993年 | 16,472           | [ 統計 5 ]  |
| 1994年 | 16,564           | [ 統計 6 ]  |
| 1995年 | 17,040           | [ 統計 7 ]  |
| 1996年 | 17,153           | [ 統計 8 ]  |
| 1997年 | 16,748           | [ 統計 9 ]  |
| 1998年 | 16,515           | [ 統計 10 ] |
| 1999年 | 16,180           | [ 統計 11 ] |
| 2000年 | 16,438           | [ 統計 12 ] |
| 2001年 | 16,482           | [ 統計 13 ] |
| 2002年 | 16,185           | [ 統計 14 ] |
| 2003年 | 16,453           | [ 統計 15 ] |
| 2004年 | 16,806           | [ 統計 16 ] |
| 2005年 | 17,153           | [ 統計 17 ] |
| 2006年 | 17,602           | [ 統計 18 ] |
| 2007年 | 17,609           | [ 統計 19 ] |
| 2008年 | 17,476           | [ 統計 20 ] |
| 2009年 | 16,879           | [ 統計 21 ] |
| 2010年 | 16,997           | [ 統計 22 ] |
| 2011年 | 17,135           | [ 統計 23 ] |
| 2012年 | 17,320           | [ 統計 24 ] |
| 2013年 | 17,705           | [ 統計 25 ] |
| 2014年 | 17,479           | [ 統計 26 ] |
| 2015年 | 17,948           | [ 統計 27 ] |
| 2016年 | 17,972           | [ 統計 28 ] |
| 2017年 | 17,868           | [ 統計 29 ] |
| 2018年 | 18,121           | [ 統計 30 ] |
| 2019年 | 17,734           | [ 統計 31 ] |
| 2020年 | 13,853           | [ 統計 32 ] |
| 2021年 | 14,119           | [ 統計 33 ] |
| 2022年 | 15,093           | [ 統計 34 ] |

### 近江鉄道
2023年度の1日当たりの利用者数は2,548人である。当駅は、近江鉄道の駅では利用者が一番多い。2番目は八日市駅である。
近年の1日平均乗車人員の推移は下記のとおり。
| 年度   | 1日平均 乗車人員 |
| ------ | ---------------- |
| 2004年 | 2,311            |
| 2005年 | 2,311            |
| 2006年 | 2,379            |
| 2007年 | 2,348            |
| 2008年 | 2,371            |
| 2009年 | 2,301            |
| 2010年 | 2,444            |
| 2011年 | 2,500            |
| 2012年 | 2,513            |
| 2013年 | 2,537            |
| 2014年 | 2,564            |
| 2015年 | 2,652            |
| 2016年 | 2,690            |
| 2017年 | 2,698            |
| 2018年 | 2,703            |

## 駅周辺

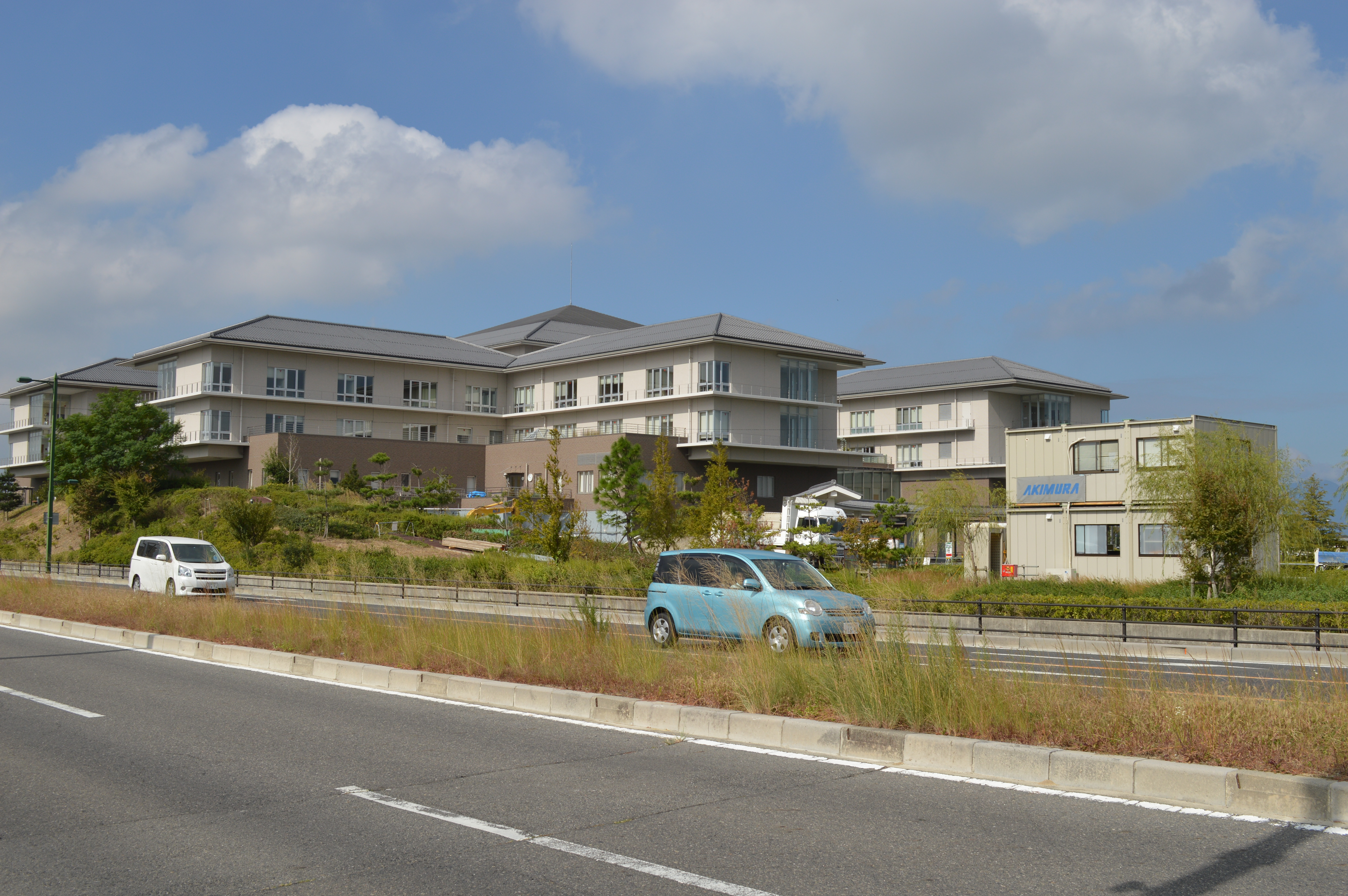
近江八幡市立総合医療センター

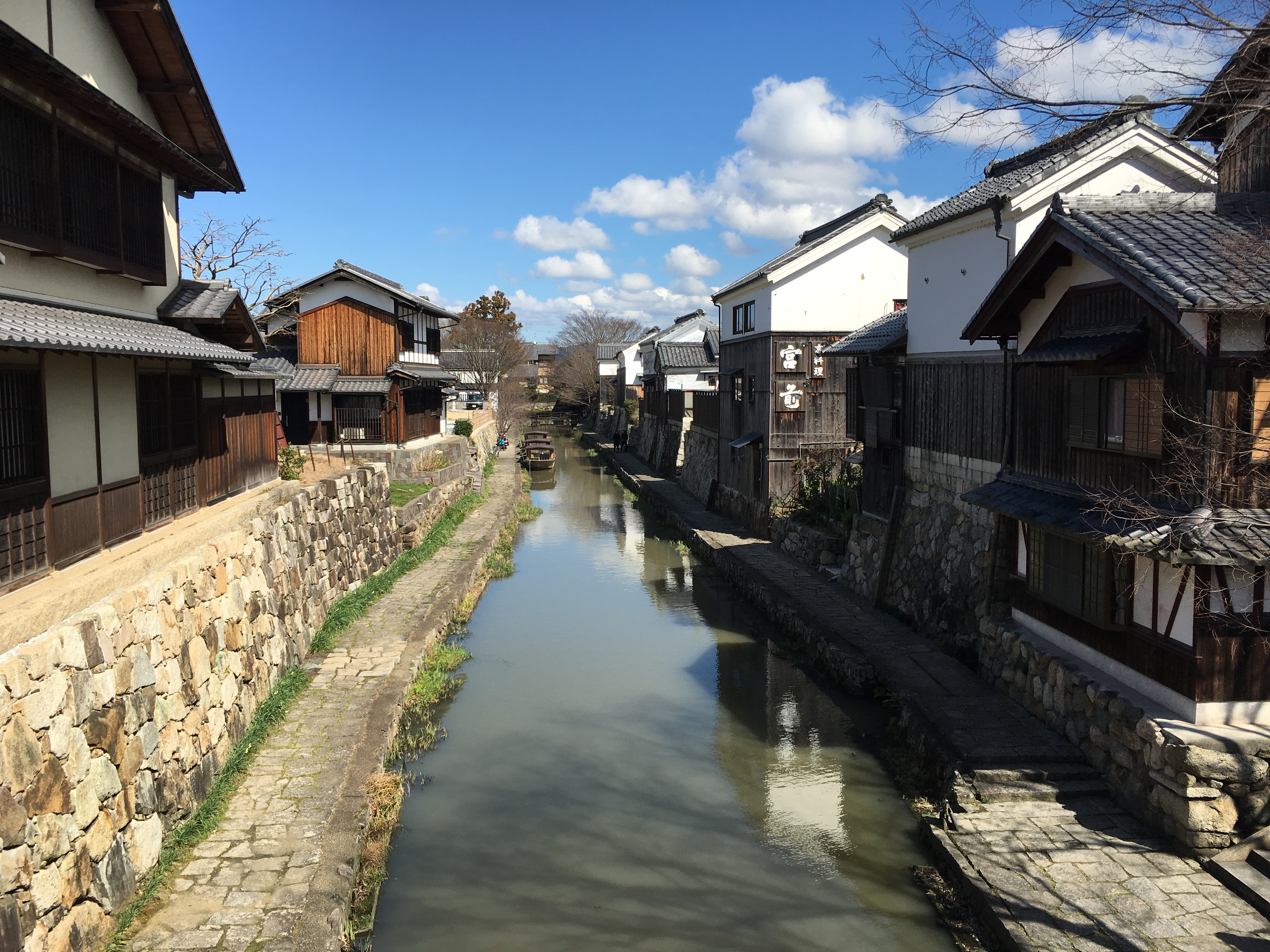
八幡堀

北口が実質玄関口としての役割を担っており、以前からの市街地を形成している一方、南口に近年新興の大型商業施設を中心とした開発が行われた。
なお、八幡堀や八幡山ロープウェーなど市名の由来となる観光名所は駅北口からやや離れた所にある。

### 北口
- 近江八幡市役所
- 近江八幡警察署
- 近江八幡市文化会館
- 近江八幡市立総合医療センター
- 滋賀八幡病院
- 近江八幡商工会議所
- 滋賀県立八幡高等学校
- 滋賀県立八幡商業高等学校
- 近江八幡市立桐原東小学校
- 近江八幡郵便局
- 滋賀県道48号近江八幡守山線
- 滋賀県道502号近江八幡停車場線
- フレンドマート 八幡鷹飼店
- スーパーマーケットバロー近江八幡店
- ラ・ムー 近江八幡店

### 南口
- イオン近江八幡ショッピングセンター
- 日本カーボン滋賀工場・研究所
- 滋賀県立八幡工業高等学校
- 近江八幡市立金田小学校
- 近江八幡市立八幡東中学校

## バス路線
駅北口と駅南口のロータリー内にバスのりばを設けている。ここでは、近江鉄道が運営する路線バスは「近江鉄道バス」（鉄道事業の「近江鉄道」も当駅に乗り入れる）に、北口側の近江鉄道バスのりばは「近江八幡駅（北口）」に表記を変えて解説する。
| 近江八幡駅北口     | 近江八幡駅北口 | 近江八幡駅北口 | 近江八幡駅北口                                                                             |
| 乗り場             | 運行事業者     | 系統または路線名・行先 | 備考                                                                                       |
| ------------------ | -------------- | --- | ------------------------------------------------------------------------------------------ |
| 1                  | あかこんバス   | 島・沖島町コース：堀切 馬淵・新巻町コース：新巻 武佐・末広町コース：東こどもセンター 北里・佐波江町・新畑コース：新畑広場 桐原・竹町・東川町コース：東川町 桐原・篠原コース：ポリテクカレッジ 駅南・循環コース：近江八幡駅北口 島・岡山・王ノ浜コース：王ノ浜 / 大中 北里・岡山・丸の内町コース：篠原駅北口 安土北・金田コース：安土大中公民館 安土南・金田コース：文芸の郷 老蘇・金田コース：内野蒲生野口 | 土曜・日曜・祝日運休 （島・岡山・王ノ浜コース：大中行きは昼1便のみ）                       |
| 近江八幡駅（北口） |                | |                                                                                            |
| 2                  | 近江鉄道バス   | 八幡アウトレット線：三井アウトレットパーク / 東洋電機製造前 | 東洋電機製造前行き：朝1便のみ                                                              |
| 3                  | 近江鉄道バス   | 船木線：船木 江頭線：中江頭 | 両路線とも、夜のみ運行                                                                     |
| 4                  | 近江鉄道バス   | 岡屋線：岡屋南 / 東洋電機製造前 | 東洋電機製造前行き：平日のみ                                                               |
| 5                  | 近江鉄道バス   | 八幡村田線：村田製作所 |                                                                                            |
| 6                  | 近江鉄道バス   | 長命寺線：長命寺 / 休暇村 | 休暇村行き：平日2便のみ                                                                    |
| 7                  | 近江鉄道バス   | 八幡市内線：ヴォーリズ学園前 / ウォーリズグランド前 / 近江八幡駅（北口） | 平日朝は直行系統（ヴォーリズ学園前行き）を運行 近江八幡駅（北口）への循環：朝晩のみ        |
| 近江八幡駅南口     |                | |                                                                                            |
| 1                  | 近江鉄道バス   | 日八線：日野駅 / 北畑口 八幡・長峰線：長峰集会所前 | 日八線：夕方以降の一部便は日野駅止り 八幡・長峰線：9時台まで・10時台以降で経路が多少異なる |
| 2                  | 近江鉄道バス   | 八幡竜王線：竜王ダイハツ前 |                                                                                            |
| -                  | あかこんバス   | 駅南・循環コース：近江八幡駅北口 | 土曜・日曜・祝日運休                                                                       |

## 隣の駅
西日本旅客鉄道（JR西日本）
 琵琶湖線（東海道本線）
- 特急「らくラクびわこ」停車駅

■新快速
能登川駅 (JR-A17) - 近江八幡駅 (JR-A19) - 野洲駅 (JR-A21)
■普通（京都駅または高槻駅以西は快速）
安土駅 (JR-A18) - 近江八幡駅 (JR-A19) - 篠原駅 (JR-A20)
近江鉄道
■八日市線（万葉あかね線）
■快速（平日朝の上り1本のみの運転）・■普通
武佐駅（OR20） - 近江八幡駅（OR21）

### 記事本文

### 利用状況
1. 1 2  “移動等円滑化取組報告書（鉄道駅）（令和5年度）”.   西日本旅客鉄道. 2025年3月15日閲覧。
2. 1 2  “移動等円滑化取組報告書（鉄道駅）（令和5年度）”.   近江鉄道. 2025年3月15日閲覧。
3. ↑  総合政策部統計課. “滋賀県統計書”. 県政情報.   滋賀県. 2024年10月30日閲覧。
4. ↑  平成4年滋賀県統計書 (PDF) [リンク切れ]
5. ↑  平成5年滋賀県統計書 (PDF)
6. ↑  平成6年滋賀県統計書 (PDF)
7. ↑  平成7年滋賀県統計書 (PDF)
8. ↑  平成8年滋賀県統計書 (PDF)
9. ↑  平成9年滋賀県統計書 (PDF) [リンク切れ]
10. ↑  平成10年滋賀県統計書 (PDF)
11. ↑  平成11年滋賀県統計書 (PDF)
12. ↑  平成12年滋賀県統計書 (PDF)
13. ↑  平成13年滋賀県統計書 (PDF)
14. ↑  平成14年滋賀県統計書 (PDF)
15. ↑  平成15年滋賀県統計書 (PDF)
16. ↑  平成16年滋賀県統計書 (PDF)
17. ↑  平成17年滋賀県統計書 (PDF)
18. ↑  平成18年滋賀県統計書 (PDF)
19. ↑  平成19年滋賀県統計書 (PDF)
20. ↑  平成20年滋賀県統計書 (PDF)
21. ↑  平成21年滋賀県統計書 (PDF)
22. ↑  平成22年滋賀県統計書 (PDF)
23. ↑  平成23年滋賀県統計書 (PDF)
24. ↑  平成24年滋賀県統計書 (PDF)
25. ↑  平成25年滋賀県統計書 (PDF)
26. ↑  平成26年滋賀県統計書 (PDF)
27. ↑  平成27年滋賀県統計書 (PDF)
28. ↑  平成28年滋賀県統計書 (PDF)
29. ↑  平成29年滋賀県統計書 (PDF)
30. ↑  平成30年滋賀県統計書 (PDF)
31. ↑  令和元年滋賀県統計書 (PDF)
32. ↑  令和2年滋賀県統計書 (PDF)
33. ↑  令和3年滋賀県統計書 (PDF)
34. ↑  令和4年滋賀県統計書 (PDF)
35. ↑  統計情報 - 近江八幡市